# Die NotenDealer
Die NotenDealer sind eine deutsche Comedy-Pop-Band aus Dresden.

## Geschichte
Die NotenDealer fanden sich 2004 als Schülerband in Freiberg (Sachsen) zusammen. Nach dem Ende der Schulzeit begann die Band eigene Konzerte in Sachsen zu geben. 2006 waren die vier jungen Männer aus derselben Klassenstufe u. a. Supportact der Puhdys und nahmen ihre erste EP Heiße Ware auf. Es folgte 2010 das erste Studioalbum Gruppentherapie. Parallel war die Band Kandidat in der ersten Staffel der VOX/RTL-Show X-Factor mit u. a. Sarah Connor und Till Brönner in der Jury. Die NotenDealer sind seit 2011 jedes Jahr auf einer Ostseetournee unterwegs und nehmen regelmäßig an Musikfestivals teil (Tonart-Festival, German A Cappella Bundescontest).
2012 gewann die Band den Dresdner Bandwettbewerb „Uni-Air“. Zum Tag der Sachsen 2012, Sachsens größtem Volksfest, schrieben die NotenDealer den offiziellen Song Herz aus Silber und gaben mit der erfolgreichsten Rock-Band Nepals – 1974AD – zwei Konzerte.
Im April 2012 wurde der Titel Herz aus Silber bei einer postalischen Abstimmung der Top-50-Lieblingstitel der Zeitungsleser der Freien Presse in Mittelsachsen auf Platz 1 gewählt. Im Juni 2012 eröffnete die Band mit der „NotenDiele“ eine Kleinkunstbühne in Freiberg. Das zweite Studioalbum Dealirium wurde mit dem Produzenten Toni Paschke im Leipziger studio 27 aufgenommen und erschien im April 2012. Im Dezember 2015 erschien das dritte Studioalbum Deagital, welches mit den Produzenten Toni Paschke und Emanuel Uch im Leipziger studio 27 bzw. Dresdner Studio TheEmU aufgenommen und gemastert wurde.
Am 23. November 2019 erschien das 7. Album der Band "Extreme". Dahinter verbergen sich neue musikalische Elemente und Recordingideen, welche die Songs von bisherigen Produktionen abheben. Weitere Bekanntheit erlangte die Band als Eröffnungs-Act des 15. Semperopernballs am 7. Februar 2020 in Dresden.  Am 12. Mai 2020 gaben die NotenDealer, nach 9 Wochen Einschränkungen des öffentlichen Lebens aufgrund der COVID-19-Pandemie, das erste Open-Air-Konzert Sachsens im Autokino am Flughafen Dresden.
Im Dezember 2023 veröffentlichte "So geht sächsisch.", die Dachmarke des Freistaates Sachsen, eine Kampagne zum traditionellen Steiger-Lied. Unter dem Dirigat von José Luis Gutiérrez performten die Mittelsächsische Philharmonie und der Bergmusikkorps Saxonia Freiberg zusammen mit den NotenDealern in der Nikolaikirche eine neu arrangierte Version dieses Liedes. Das Projekt wurde mit einer persönlichen Danksagung des Ministerpräsidenten Michael Kretschmer gewürdigt.
Zu ihrem 20-jährigen Bühnenjubiläum im März 2024 wurde die Band mit einem Ehreneintrag in das Silberne Buch der Silberstadt Freiberg verewigt.

## Podcast
Seit März 2020 existiert das Podcast-Format "Die NotenDealer – Der Podcast". Dabei laden Tim Gernitz zusammen mit Felix Günther regionale und überregionale Personen des öffentlichen Lebens ein. Auftritte darin hatten u. a. Dieter Hallervorden, Giovanni Zarrella, Till Brönner, Micaela Schäfer & Julian F. M. Stoeckel. Das Konzept des Podcasts resultiert aus den Showprogrammen der NotenDealer. Beide nehmen darin u. a. die Rolle des Conférenciers ein. Seit mehreren Jahren kristallisierte sich bei Konzerten der Band ein Überschuss an Gesprächsmöglichkeiten heraus. Dieser soll mit dem Format eines Podcasts abgedeckt werden und beinhaltet eine Gesprächsform mit den jeweiligen Gästen.

## Ehrungen und Auszeichnungen
- 2024: Ehreneintrag in das „Silberne Buch“ der Silberstadt Freiberg[11]
- 2021: Nominiert für den dt. Comedy-Preis: "Die NotenDealer – Der Podcast"[12]
- 2015: Publikumspreis des „So la la-Festivals“ Solingen/NRW[13]
- 2014: Ehrengast zum Jazzmandu-Musikfestival in Kathmandu/Nepal[14]
- 2014: Ehrenmitglied der Jugendfeuerwehr Sachsen[15]
- 2013: Kabarettpreis „Kleiner Kuckuck“, Publikumsabstimmung der Kleinkunstbühne „Zum Kuckuck“[16]
- 2013: Offizieller Partner der Eiskunstlaufweltmeister Aljona Savchenko und Robin Szolkowy[17]
- 2012: Platz 1 der Top 50 Mittelsachsen mit dem Song „Herz aus Silber“ (Die NotenDealer)[18]
- 2012: Kunst-Jugendpreis der Stadt Freiberg[19]
- 2012: Musikalischer Botschafter zum „Tag der Sachsen“[20]

## Shows
- 2023: In Flagranti
- 2020: KannMannSutra?
- 2018: Ein Mann kommt selten allein
- 2016: Die sexy Klangkörper-Show
- 2013: Robb'n Roll
- 2012: Dealirium
- 2012: Erbse Hase
- 2010: Leise war gestern
- 2008: Heiße Ware

## Diskografie
- 2025: Africa – Live aus dem TIVOLI Freiberg – Single
- 2025: Ein Mann kommt selten allein – Live aus dem TIVOLI Freiberg – Single
- 2024: Timmi die Robbe (auf Sächsisch) – in Kooperation mit "So geht sächsisch." – Single
- 2024: Wat Ne Nacht – Live aus dem TIVOLI Freiberg – Single
- 2020: Live @Eiswurm-Universal-Studios
- 2019: Extreme
- 2017: Weihnachten in Familie
- 2015: Deagital
- 2012: Dealirium
- 2011: Leise war gestern – Live
- 2010: Gruppentherapie
- 2006: Heiße Ware